# Lieres und Wilkau (Adelsgeschlecht)

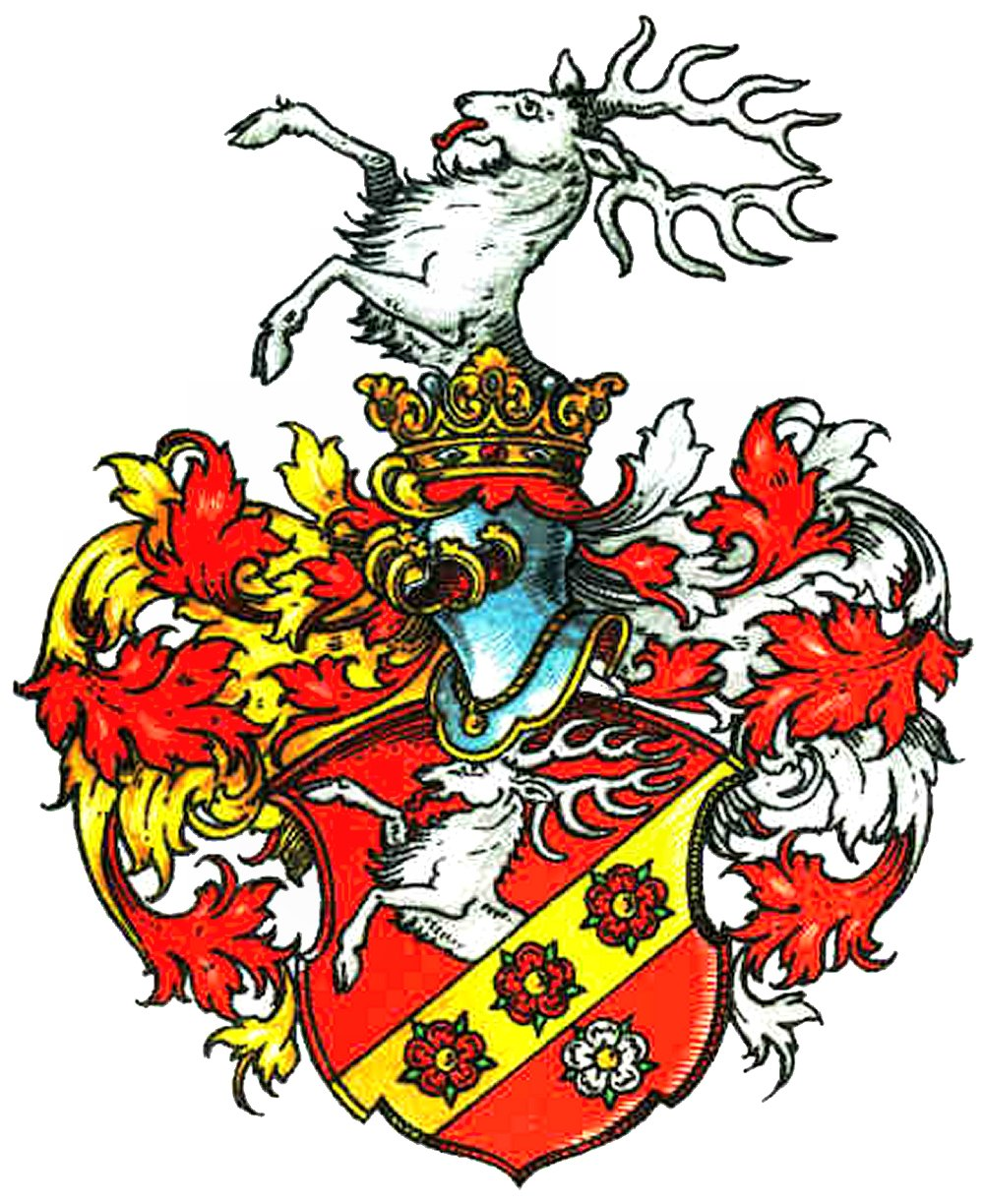
Wappen derer von Lieres und Wilkau

Lieres und Wilkau ist der Name eines schlesischen briefadligen Geschlechtes.

## Geschichte
Die Stammreihe der Familie beginnt mit Dietrich Lieres, der 1577 urkundlich als fürstlich Anhaltinischer Amtshauptmann zu Nienburg an der Saale erscheint.
Am 11. Juli 1744 wurde der Kommerzienrat zu Schweidnitz Otto Gottfried Lieres in den erblichen preußischen Adelsstand erhoben. 1739 kaufte er von den Baudischen Erben das Dorf Wilkau und nannte sich nach der Liegenschaft von Lieres und Wilkau. 1764 gehörte es dessen Sohn Konrad Wilhelm von Lieres und Wilkau und seinen Erben. Die Lieres erwarb neben Wilkau die Herrschaft Königsberg inkl. dem Bergschloss Künau bei Schweidnitz, Dittmannsdorf, Waldvorwerk, Berzdorf, Hansdorf, Stephanshain und Lübchen.
Ende des 19. Jahrhunderts waren von der Familie in Schlesien begütert der Landwirt und Johanniterritter Benno von Lieres und Wilkau. Er erhielt 1860 zu Schloss Babelsberg die preußische Genehmigung zur Namensführung v. Lieres u. Wilkau. Des Weiteren an Grundbesitzern sind zu erwähnen der Rittmeister Carl Friedrich Otto von Lieres auf Dürr-Jentsch und Pasterwitz im Kreis Breslau, der Leutnant und Landesälteste Otto Emil von Lieres auf Gallowitz und Reppline im Kreis Breslau, der Landrat Rudolph von Lieres auf Berzdorf im Kreis Strehlen, der Leutnant Constantin von Lieres auf Tschirnau im Kreis Neumarkt, der Rittmeister und Landesälteste Theodor von Lieres auf Stephanshayn im Kreis Schweidnitz sowie Benno von Lieres auf Wilkau im Kreis Schweidnitz. Stephanshayn wurde 1918 durch Friedrich von Lieres und Wilkau im Minorat an seinen jüngsten gleichnamigen Sohn Friedrich (1888–1937) weiter gegeben, dieser wiederum vererbte den wichtigsten Grundbesitz der Gesamtfamilie an Friedrich-Wilhelm von Lieres und Wilkau (1924).

## Wappen
Das Wappen von 1744 zeigt in Rot einen mit zwei roten Rosen belegten goldenen Schräglinksbalken, begleitet oben von einem silbernen wachsenden Hirsch, unten von einer silbernen Rose. Auf dem Helm mit rechts rot-goldenen, links rot-silbernen Helmdecken der wachsende Hirsch.

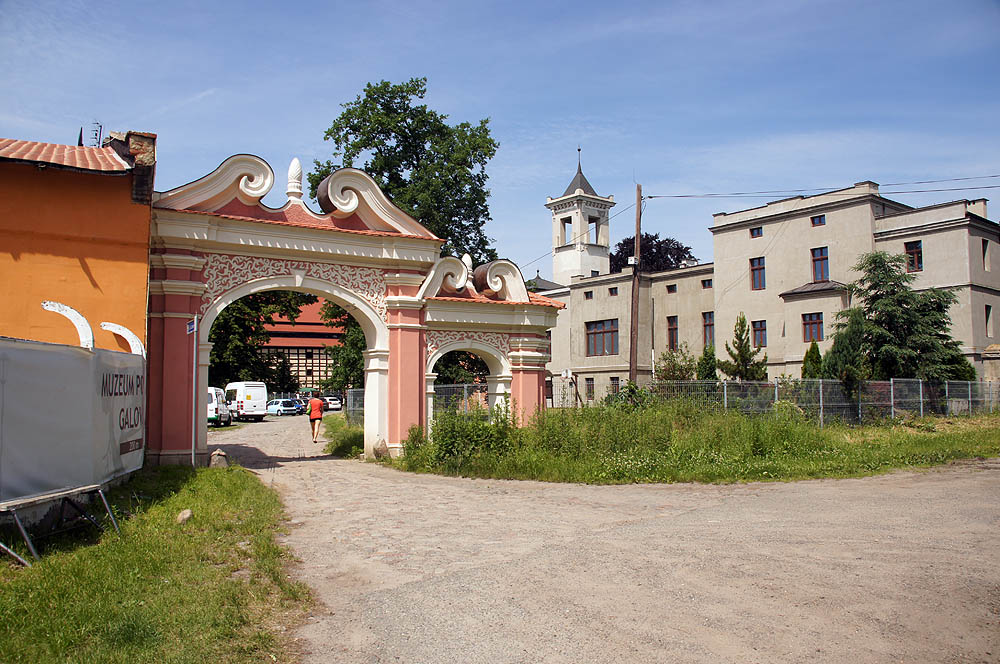
Schloss Gallowitz

## Angehörige
- Carl Friedrich Otto von Lieres und Wilkau, preußischer Rittmeister auf Dürr-Jentsch und Pasterwitz
- Hans Hilmar Ferdinand Otto von Lieres und Wilkau (1938–1965), südafrikanischer Söldner im Kongo
- Hermann von Lieres und Wilkau (1838–1902), preußischer Generalmajor
- Joachim Friedrich von Lieres und Wilkau (1886–1982), deutscher Diplomat
- Carsten von Lieres und Wilkau (1972), deutscher Mathematiker
- Viktoria von Lieres und Wilkau (1881–1970), deutsche Kunsthistorikerin und Klassische Archäologin
- Wilhelm von Lieres und Wilkau (1874–1948), deutscher Verwaltungsbeamter und Rittergutsbesitzer

## Weitere Literatur
- Theodor von Lieres-Gallowitz: Erziehung fürs Vaterland. Gedanken eines 77jährigen, W. G. Korn, Breslau 1925.